# 地道战 (歌曲)
《地道战》是一首抗日战争题材的中国爱国歌曲，由傅庚辰作曲，任旭东、傅庚辰填词。曲调轻快活泼，受河北梆子影响，具有樂觀主義。它是1966年电影《地道战》的主题曲。

## 重填版本
- 《贸易战》，赵良田填词。中美贸易战期间一度走红[3][4]。